# イヌの起源
イヌの起源（イヌのきげん）では、イヌ科の家畜種であるイエイヌ（学名 Canis familiaris または Canis lupus familiaris 、以下イヌ）の起源について解説する。
イヌは、リンネ（1758年）以来、伝統的に独立種 Canis familiaris とされてきたが、D. E. Wilson と D. A. M. Reeder は「Mammal Species of the World: A Taxonomic and Geographic Reference（1993年版）」において、その分類上の位置づけをタイリクオオカミ（Canis lupus、以下オオカミ）の亜種とし、学名を C. lupus familiaris とした。この分類は現在広く受け入れられているが、動物命名法国際審議会 (ICZN) は一般使用に対して C. lupus familiaris を推奨した上で、「Official Lists and Indexes of Names in Zoology（2012年版）」において C. familiaris の学名としての有効性も認めている。また近年では、家畜化された動物を亜種とすることはできないという立場から、C. familiaris を学名として使用する生物学者もいる。

## 遺伝的に見たイヌの起源

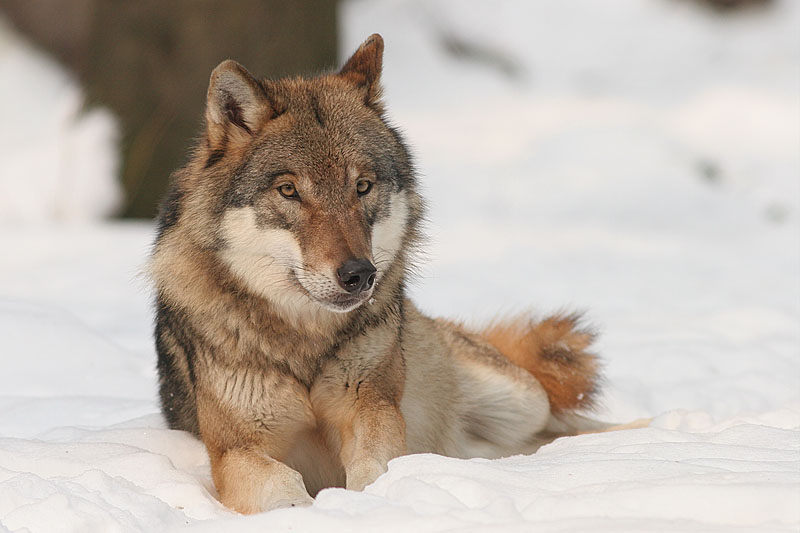
タイリクオオカミ

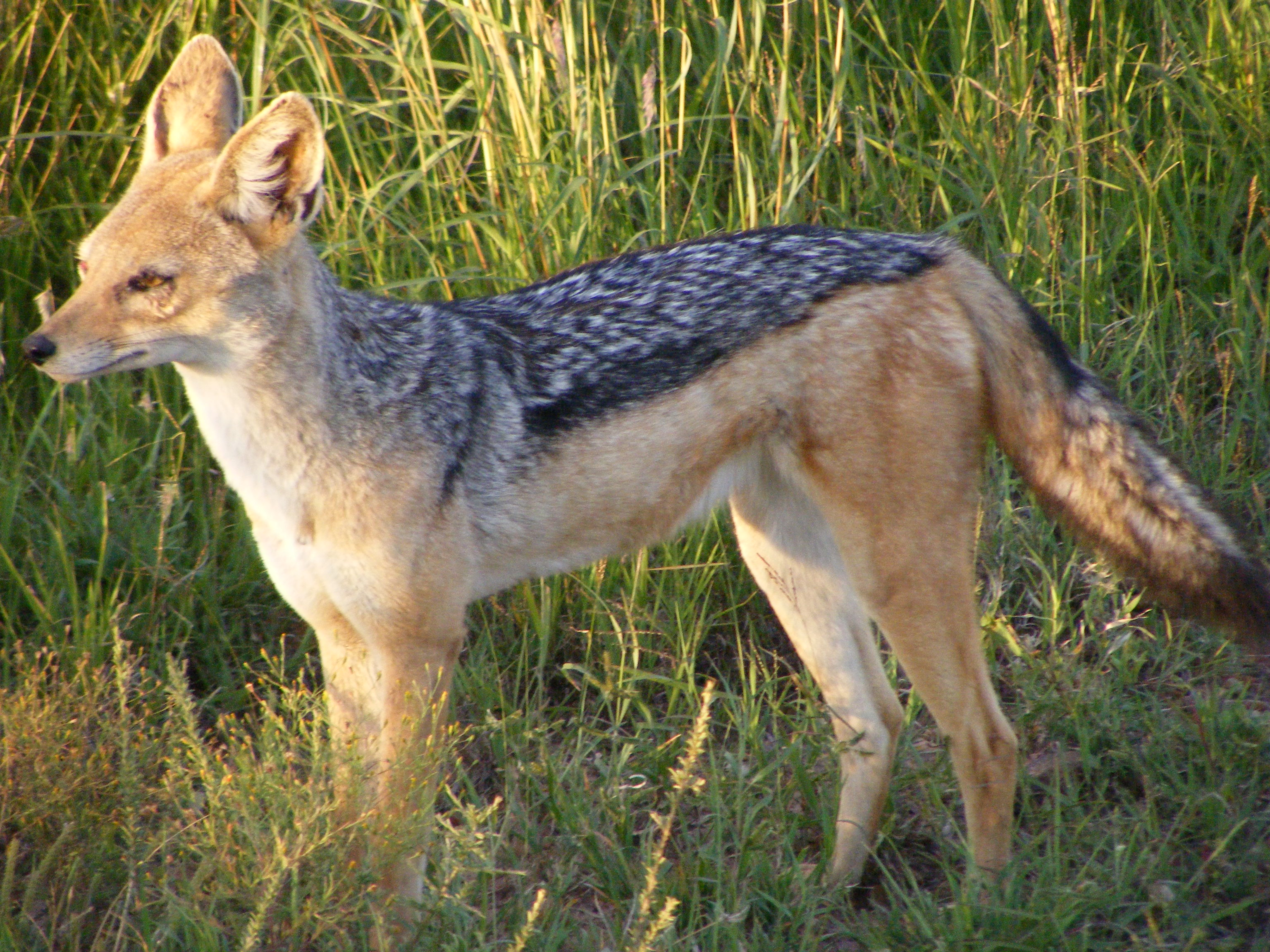
ジャッカル

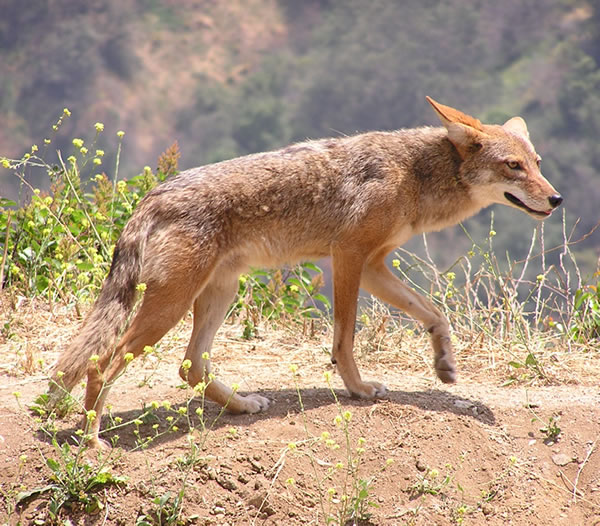
コヨーテ

分子系統学の知見に基づき、2022年の時点では、イヌは絶滅した東アジアのハイイロオオカミの集団から家畜化（馴化）されたと考えられている。なお知られている中でこれに最も近いオオカミの亜種はニホンオオカミ（こちらも既に絶滅した）である。イヌの系統がハイイロオオカミから分岐したのは2万–4万年前と推定されているが、ヒトによるイヌの家畜化の起源、つまりいつヒトがイヌを飼い始めたかについては遺伝学からは分からない。
イヌ属にはイヌ・オオカミ (C. lupus) の他に、野生化したイヌであるディンゴ (C. lupus dingo)、独立種として複数のジャッカル (C. aureus, C. mesomelas, C. simensis) とコヨーテ (C. latrans)、交雑種アメリカアカオオカミ (C. lupus × latrans) が含まれる。これらの間には地理的あるいは生態的な要因によって生殖的隔離が見られるが、人為的には相互に交雑が可能であり、子孫も繁殖力を持つ。
このことから、かつてはオオカミ起源説のほかに、オオカミとジャッカル（あるいはコヨーテ）が混じっているとする説や、イヌの祖先として（すでに絶滅したパリア犬や、オーストラリアに現生するディンゴのような）「野生犬」の存在を仮定する説などがあった。チャールズ・ダーウィンも、これら複数のイヌ属動物にイヌの祖先を求めたが、確定することはできなかった。しかしながら、2000年代までの分子系統学・動物行動学など生物学緒分野の発展は、オオカミ以外のイヌ属動物の遺伝子の関与は小さく、イヌの祖先はオオカミである、より正確に言えばイヌはハイイロオオカミから2万–4万年前に分岐した亜種であるという説を支持する結果をもたらしている。

### イヌ属の分化
イヌなどの食肉目（ネコ目）の祖先として、現生のイタチやテンのような形態のミアキスが出現したのは、6000万年前ごろとされる。3800万年前のヘスペロキオン (en:Hesperocyon) を経て、約1500万年前には北米にトマークタス (en:Tomarctus) が出現し、これがイヌ科の直接の祖先であると考えられている。他のイヌ科動物とイヌ属が分岐したのは、約700万年前であると見積もられている。

### オオカミとの関係
Wayne ら（1993年）は、イヌ科動物を、ミトコンドリアDNA（mtDNA: ミトコンドリアタンパク質をコードするDNA）の2,001bp塩基対の配列によって比較した。その結果、イヌはオオカミと最も近縁であり、コヨーテやジャッカルとは少し離れていた。
Vilà ら（1997年）は、世界の27か所から集めたオオカミ162頭と、67品種（犬種）140頭のイヌを用いて、同じくミトコンドリアDNAのうち、region 1 と呼ばれる、変異の大きな領域の塩基配列を比較した。その結果、イヌとオオカミの配列に大きな違いはなかった。Vilà らや Tsuda ら（1997年）による、ミトコンドリアDNAの塩基配列の分析からは、イヌとオオカミははっきり分けられるものではなく、系統樹を描くと、さまざまなオオカミの亜種やイヌの犬種が入り交じって出現する。
Vilà らや Tsuda らの分子系統学的研究と、イヌとオオカミがお互いの子を作ることが可能であり、両者の間にできた子供も生殖可能である事実を考え併せると、イヌとオオカミは近縁種であると考えられる。

### 祖先となったオオカミの亜種
オオカミには生息する地域によっていくつかの亜種があるが、イヌが具体的にどの地域で、どの亜種から分岐したものであるかについては定説はない。かつては、他の多くの家畜動物と同様、西アジアで家畜化されたのではないかとも考えられていた。また、前述の Vilà ら（1997年）の研究は、イヌの祖先が特定のオオカミの亜種に由来せず、さまざまな場所で家畜化が行われたか、あるいはイヌの系統がさまざまな種類のオオカミから遺伝的な影響を受けたことを示唆していた。
これに対して、Savolainen ら（2002年）はイヌの起源を新たに東アジアに求め、今日ではこの説が有力となりつつある。Savolainen らは、ユーラシアの38匹のオオカミと、アジア、ヨーロッパ、アフリカおよび北極アメリカ（＝アラスカ）から集められた654匹のイヌから採取したミトコンドリアDNAを調査した。その結果、南西アジアやヨーロッパのイヌに比べて、東アジアのイヌには、より大きな遺伝的多様性が見られ、それらがより古い起源をもつこと、すなわち、イヌは東アジアに起源を持つことが示唆された。このことから、すべてのイヌは、約1万5千年前あるいはそれ以前に、東アジアに生息するオオカミから家畜化されたものを祖先とし、これが人の移動に伴って世界各地に広がったものと考えられる。ただし、その過程で、ユーラシア大陸に分布する複数のオオカミ亜種（ヨーロッパオオカミ、インドオオカミ、アラビアオオカミなど）との混血が（さらに、限られた地域では、コヨーテやジャッカルとの多少の混血も）あったと推測される。
なお、Savolainen らに先行する日本の Tsuda ら（1997年）の研究でも、イヌの原種はチュウゴクオオカミと考えられるという結論が導かれている（チュウゴクオオカミ Canis lupus chanco は一般にチベットオオカミ Canis lupus laniger のシノニムとされることが多く、ヨーロッパオオカミ Canis lupus lupus に含める研究者もある）。
一方、2010年にUCLAの研究チームはネイチャー誌において、遺伝子の研究から犬は中東が起源である可能性が高く、考古学的記録もそれを裏付けているとする論文を発表している。

### オオカミとの分岐時期
イヌがオオカミから分岐した（イヌが人間によって最初に家畜化された）時期については、異なった見解が並立している。
Vilà らは、イヌの塩基配列に見られる変異が生じるために必要な時間として、13万5千年という数字を算出している。この「遺伝子時計」が示す数字が正しいとすれば、考古学的な証拠から確認されるよりもはるかに長い時間である。この時期の違いについては、初期のイヌの形態がオオカミとほとんど変わらず、化石からは識別できなかったのだと考えることもできる。
なお、現生人類（ホモ・サピエンス）がアフリカ大陸からユーラシアに進出したのは7–5万年前のことであり、一方、約20万年前に出現し、現生人類と共存していたネアンデルタール人の分布域は、ヨーロッパから中央アジアまでである。このことからも、オオカミの家畜化が東アジアで起こったものだとすれば、ホモ・サピエンス出現より前の10万年以上前に、ネアンデルタール人が存在しなかった東アジアでオオカミを馴化することは不可能である。
しかし、Wayne and Ostrander や Savolainen らによる報告では、「イヌのDNAの塩基配列に見られる変異が1匹のオオカミのみに由来する場合はイヌの家畜化は約4万年前」「複数のオオカミがイヌの系統に関わっている場合は約1万5千年前」という見解が提示されている。田名部（2007年）は、アフォンドバ遺跡（約2万年前、ムスティエ文化）で発見された犬の骨に基づいて、この時期にオオカミとイヌが分化したことを支持している。

### 犬種の分化とオオカミとの関わり
Tanabe ら（1999年）の研究では、とりわけ東アジアのイヌの血統にチュウゴクオオカミとの関わりが強いことが示唆されている。
さらに（2021年）総合研究大学院大の寺井洋平助教（分子進化学）らのチームが保存されていたニホンオオカミの標本から取り出したDNAとの比較によって犬に最も近縁のオオカミはニホンオオカミであることを確認した。
Parkerら（2004年）は、細胞核のマイクロサテライトDNA（付属DNA）の96座位について、オオカミと85品種（414頭）の犬を比較した。その結果、古代に起源をもつ数種、すなわち、日本犬（柴犬がもっともオオカミに近く、秋田犬は3番目）と中国犬（チャウチャウは2番目、チャイニーズ・シャー・ペイは6番目）、アラスカのアラスカン・マラミュート（4番目）とシベリアン・ハスキー（7番目）、コンゴ共和国のバセンジー（5番目）の3グループが比較的オオカミに近かったのに対して、ヨーロッパに起源をもつその他の多くの品種は相互に近く、比較的新しく分岐したものであることがわかった。この研究は、イヌの家畜化は東アジアのオオカミからなされたとした Savolainen ら（2002年）の結論を支持する結果となった。
なお、現在のイヌの品種の大部分を占めるヨーロッパ系のイヌの品種が人為的に作られ始めたのは8世紀ごろとされるが、品種として増加したのは18世紀以降のことと考えられる。

## 考古学的研究
イヌがヒトにとって最初の馴化（家畜化）動物であることは、考古学的観点から間違いないと考えられている。最古のイエイヌの骨である可能性のあるものとして、以下のものが挙げられる。
- シリア・ドゥアラ洞窟にあるネアンデルタール人の住居遺跡（約3万5千年前?、ムスティエ文化（ムスティリアン文化））から発掘されたイヌ科動物の下顎骨[26]： 埴原和郎らが発掘。オオカミの下顎骨に比べて小さく、これを世界最古のイエイヌとする説がある[27][28][29]。
- ウクライナ・マルタ遺跡などで出土した、イヌ科動物の骨[30]： オオカミにしては小型。同じくウクライナのメジン遺跡（約3万年前）でもイヌの骨が出土している[7]。
- ロシア・ウラル山脈の東に位置するアフォンドバ遺跡（約2万年前、ムスティエ文化）で発見された犬の骨[22]
- アメリカ合衆国アラスカ州・ユーコン地方で発掘されたイヌの骨[31]： 少なくとも2万年以上前のものと見られる。また、同じアラスカのオールドクロウ川沿岸で、1万8千–2千年前のものと推測されるイヌの骨[7]が発見されている。ただし、（これと同じものについてのものかどうかは不明だが、）ポーキュパイン川沿岸の洞窟で発見された「イヌ科動物の折られた歯」は、実はクマの歯であった、とする論文もある[32]。
- ドイツ・オーバーカッセル遺跡（Oberkassel, 約1万4千年前）から発見された、イヌまたは馴化されたオオカミの骨[33]
- イスラエル・アイン・マラッハ遺跡（Ein Mallaha/Ain Mallaha/Eynan, 約1万2千年前）で発見されたイヌ科の若獣（子犬？）の骨[34][35]： 同じ場所で発見された高齢の女性の遺体は、左手をこの4–5月齢の若獣の体にかけた形で埋葬されていた。同じイスラエルのハヨニム洞窟遺跡（Hayonim Cave, 約1万2千年前）[36]からも、イヌまたは馴化されたオオカミの骨が発見されている。
- イラク・パレガウラ洞窟遺跡（Palegawra Cave, 約1万2千年前）から出土したイヌの骨[37]： 歯が詰まった小さな下あごや、小さな鼓室胞など、イヌの明瞭な特徴が認められる。

一般的には、アイン・マラッハ遺跡など、前1万2千年ごろの西アジアのもの、あるいは前1万4千年ごろのオーバーカッセル遺跡のものを「最古のイヌ」として挙げる資料が多い。前1万2千年ごろは、中石器時代のナトゥーフ文化初期に当たり、主要な狩猟具が石斧から細石器（小さな石のやじり）へと移行した時期である。狩猟の形態の変化が、イヌの利用と何らかの関わりをもつ可能性もある。

## 家畜化の経緯
イヌがなぜ、どのようにして家畜化されたのかについては、明確には分かっていない。従来はイヌの家畜化は東アジアまたは中東で農業の勃興と関係して行われたと考えられていたが、イヌの家畜化はヨーロッパで狩猟採集民によって行われたとする論文が2013年にサイエンス誌で発表された。この論文によれば、イヌの直接の先祖はヨーロッパの古代オオカミであることがDNA分析の結果明らかだという。
しかし2021年にはオオカミの中でも犬に近い遺伝情報を持つのはニホンオオカミとする研究結果を、総合研究大学院大の寺井洋平助教（分子進化学）らのチームがまとめた。共通の祖先を持つ犬とオオカミは東アジアで分岐した可能性が高いという。
オオカミとヒト属動物（人類）とは数十万年にわたり、共通の地理的分布域および生活環境で生活しており、互いに頻繁に遭遇していたと考えられる。オオカミの骨は更新世の中期以降の人類の遺跡、たとえばイギリスのボックスグローブ遺跡（約40万年前、旧石器時代前期）、中国の周口店遺跡（約30万年前、旧石器時代前期）、フランスのラザレ洞窟（約15万年前、旧石器時代中期）などから発掘されている。この「ゆるやかな接触の時期」に、オオカミのうちのあるものが人間の宿営地近くに出没し、人に近づくようになり、やがてその中からイヌの祖先となるものが現れた可能性が考えられている。
オオカミの成獣を人に馴れさせるのはほとんど不可能に近いが、子供のうちに群れから離され、人間の中で育てられたオオカミは、かなり人に馴れることが知られている。それでも時に突然危険な行動をとるようなことがあるため、馴化して家畜として利用することは難しいと言われる。
「ゆるやかな接触の時期」には、オオカミが人の捨てた食べ残しをあさるため人の宿営地に近づくようになり、何らかの淘汰圧が働いて次第にイヌ化したのではないかとの意見がある。現在のイヌ・オオカミの遺伝子分析の結果から、オオカミとイヌの攻撃性の違いが、遺伝的背景と関連を持つ可能性が報告されている。

## 脚註・出典
1. ↑  The International Commission on Zoological Nomenclature (2012). “Official Lists and Indexes of Names in Zoology Updated March 2012”. Official Lists and Indexes of Names in Zoology Updated March 2012:  126.
2. ↑  Jackson, Stephen M. (2015). Systematics and taxonomy of Australian mammals. Colin P. Groves. Collingwood, Vic.. ISBN 978-1-4863-0013-6. OCLC 882909166
3. ↑  Crowther, M. S.; Fillios, M.; Colman, N.; Letnic, M. (2014-07). “An updated description of the A ustralian dingo (  C  anis dingo M eyer, 1793)” (英語). Journal of Zoology 293 (3):  192–203. doi:10.1111/jzo.12134. ISSN 0952-8369.
4. 1 2 3  寺井洋平「ゲノムから探るニホンオオカミと日本犬の歴史」『生物の科学 遺伝』第76巻第5号、341–345頁。
5. 1 2  猪熊壽（著）, 林良博・佐藤英明（編）, 2001.『イヌの動物学』東京大学出版会: pp.15-20.
6. ↑  スティーブン・ブディアンスキー（著）、渡植貞一郎（訳） 2004. 『犬の科学 ほんとうの性格・行動・歴史を知る』築地書館： pp.27-31.
7. 1 2 3 4 5 6 7  田名部雄一, 2007. イヌの起源と日本犬の成立. 生物の科学 遺伝. Vol.61 No.4: pp.55-61.
8. 1 2  村山美穂, 2007. オオカミからイヌへ. 生物の科学 遺伝. Vol.61, No.4: pp.66-69.
9. 1 2  猪熊壽ら, 2001. pp.10-11.
10. 1 2  猪熊壽ら, 2001. pp.17-20.
11. 1 2 3 4  猪熊壽ら, 2001. pp.11-15.
12. ↑  Wayne, R. K. 1993. Molecular Evolution of the Dog Family. Trends in Genetics 9 (Jun., 1993): 218-224.
13. ↑  Wayne, R. K., E. Geffen, D. J. Girman, K. P. Koepfli, L. M. Lau and C. R. Marshall. 1997. Molecular Systematics of the Canidae. Systematic Biology Vol.46, No.4 (Dec., 1997): 622-653.
14. ↑  Coppinger, R. P. and R. A. Schneider. 1995. Evolution of working dogs. In: (J. Serpell ed.) The Domesitic Dog: Its Evolution, Behavior and Interactions with People. Cambridge University Press, Cambridge, UK. 21-47.
15. 1 2 3  Vilà, C., P. Savolainen, J. E. Maldonado, I. R. Amorim, J. E. Rice, R. L. Honeycutt, K. A. Crandall, J. Lundeberg and R. K. Wayne. 1997. Multiple and ancient origins of the domesitic dog. Science 276: 1687-1689.
16. 1 2  Tsuda, K., Y. Kikkawa, H. Yonekawa and Y. Tanabe, 1997. Extensive interbreeding occurred among multiple matriarchal ancestors during the domestication of dogs: Evidence from inter- and intraspecies polymorphisms in the D-loop region of mitochondrial DNA between dogs and wolves. Genes and Genetic Systems 72: 229-238. 
Tsuda らは、ミトコンドリアDNAの上流側674対の塩基配列の分析から、イヌ・オオカミ・キツネ・タヌキの系統樹を作成した。その結果、イヌのさまざまな品種と混ざって、オオカミ、とりわけチュウゴクオオカミ Canis lupus chanco が出現した。
17. 1 2 3 4  Savolainen, P., Y. Zhang, J. Luo, J. Lundeberg, and T. Leitner, 2002. Genetic Evidence for an East Asian Origin of Domestic Dogs. Science 298 (Nov, 2002.): 1610-1613. 
解説として、かつての獰猛なオオカミが今やヒトの最良の友に、誰がいつ、犬を手なづけたのか？（ワシントン・ポスト）、International Wolf 2003 夏　Vol.13 No.2、ご先祖さま---イヌ (Domestic Dog) の起源について、附属データを参照。
18. ↑  イヌの祖先は「中東のオオカミ」、研究結果 AFP BBNews 2010年3月18日
19. 1 2  ブディアンスキー『犬の科学 ほんとうの性格・行動・歴史を知る』 (pp.26-28) では、考古学的物証（イヌの骨化石）が1万4千年前のものであることを認めた上で、オオカミとイヌの分岐が13万5千年前である説を支持している。この場合、オオカミからイヌの分岐はホモ・サピエンスによる馴化ではなく、広義の人類（ヒト属動物）の生活環境周囲で起きたことになる。
20. ↑  Vilà, C., J. E. Maldonado and R. K. Wayne. 1999. Phylogenetic relationships, evolution, and genetic diversity of the domestic dog. Journal of Heredity 90: 71-77.
21. ↑  Wayne, R. K. and E. A. Ostrander. 1999. Origin, genetic diversity, and genome structure of the domestic dog. BioEssays 21: 247-257.
22. 1 2  石毛直道・茂原信生・田名部雄一・小山修三 1991. 人類とともにうごいた動物、犬．「先史モンゴロイド集団の拡散と適応戦略」事務局、モンゴロイドNo.11; 2-9.
23. ↑  Tanabe, Y., O. Taniwaki, H. Hayashi, K. Nishizono, H. Tanabe, S. Ito, K. Nozawa, K. Tumennasan, B. Dashnyam, and T. Zhanchiv, 1999. Gene constitution of the Mongolian dogs with emphasis on their phylogeny. Rep. Soc. Res. Native Livestock 17: 109-132. 
Tanabe らは、赤血球蛋白質を支配するDNAの多型座位について、オオカミとさまざまな品種（＝犬種）のイヌを比較した。その結果、オオカミでは唯一、チュウゴクオオカミにしか見出せなかった赤血球ガングリオシドモノオキシゲナーゼg遺伝子などは、ヨーロッパの品種ではほとんど見出せず、アジアの品種では高い頻度で見られた。このことから、東アジアのイヌでは、チュウゴクオオカミが品種の形成に特に重要な役割を果たしていることがわかった。
24. ↑  Parker, H. G., L. V. Kim , N. B. Sutter, S. Carlson, T. D. Lorentzen, T. B. Malek, G. S. Johnson, H. B. De France, E. A. Ostrander and L. Kruglyak, 2004. Genetic structure of the purebred domestic dog. Science, 2004 May 21; 304(5674): 1160-1164. 
解説として、東京大学 海洋研究所 資料を参照。
25. ↑  Sundqvist A-K., S. Björnerfeldt, J. Leonard, F. Hailer, Å. Hedhammar, H. Ellegren and C. Vilà. 2006. Unequal contribution of sexes in the origin of dog breeds. Genetics 172: 1121-1128.
26. ↑  この下顎骨については、「精神のエクスペディシオン」内、「東京大学展」や「ネアンデルタールとの出会い　洪積世人類遺跡調査」（赤澤威）で画像と解説を見ることができる。
27. ↑  Nishiaki, Y. 1989. Early blade industries in the Levant: the placement of the Douara IV industry in the context of the early Middle Palaeolithic. Paléorient 15（1）: 215-229.
28. ↑  Payne, S. 1983 The Animal bones from the 1974 excavations at Douara Cave. In: Paleolithic Site of Douara Cave and Paleogeography of Palmyra Basin in Syria, Part III, edited by K. Hanihara and T. Akazawa, pp. 1- 108. Bulletin of the University Museum, the University of Tokyo 21.
29. ↑  セバスチャン・ペイン. 1980. 「砂漠で犬を飼っていた旧人－中央シリア・ドゥアラ洞穴の化石を読む」『科学朝日』40(12)（Dec. 1980.）: 63-67.
30. ↑  松井章 「日本人と家畜　考古学から見た動物と日本人の歴史」
31. ↑  Kurten, B. and E. Anderson 1980. Pleistocene Mammals of North America. Colombia University Press, New York.
32. ↑  Dixon, E. J. and G. S. Smith 1986. Broken Canines from Alaskan Cave Deposits: Re-Evaluating Evidence for Domesticated Dog and Early Humans in Alaska. American Antiquity, Vol. 51, No. 2 (Apr., 1986), 341-351, New York.
33. ↑  Nobis, G. 1979. Der alteste Haushund lebte vor 14000 Jahren. UMSHAU 19: 610.
34. ↑  Davis, S. J. M. and F. R. Valla. 1978. Evidence for domestication of the dog 12000 years ago in the Natufian of Israel. Nature 276: 608-610.
35. ↑  この写真は「ナショナルジオグラフィック 日本版」（日経ナショナルジオグラフィック社）2002年1月号の p.46（小特集「オオカミからイヌへ」）、あるいはこちらのウェブページで見ることができる。
36. ↑  Valla, F. R. 1990. Le Natoufien: Une autre façon de comprendre le Monde? Journal of the Israel Prehistoric Society 23: 171-75.
37. ↑  Turnbull, P.F. and C. A. Reed. 1974. The fauna from the terminal pleistocene of Palegawra Cave, a Zarzian occupation site in north-eastern Iraq. Fieldiana Anthropology 63(3): 81-146.
38. ↑  イヌ家畜化の起源はヨーロッパか ナショナルジオグラフィック 2013年11月15日
39. ↑  ニホンオオカミ、犬に最も近く…共通の祖先から東アジアで枝分かれか
40. ↑  ブディアンスキー 2004. p.26.
41. ↑  ブディアンスキー 2004. pp.24-25.
42. ↑  ブディアンスキー 2004. pp.30-31. 野犬とオオカミの棲み分けの観察結果から、この推論を行っている。